# برودريك جونسون
برودريك جونسون (بالإنجليزية: Broderick Johnson)‏ هو منتج ومنتج أفلام أمريكي، ولد في القرن العشرين في أثينا في الولايات المتحدة.

## وصلات خارجية
- برودريك جونسون على موقع IMDb (الإنجليزية)
- برودريك جونسون على موقع ميوزك برينز (الإنجليزية)
- برودريك جونسون على موقع بوكس أوفيس موجو (الإنجليزية)
- برودريك جونسون على موقع قاعدة بيانات الفيلم (الإنجليزية)